# Jules Denneulin (aviateur)
Pour les articles homonymes, voir Denneulin.
Ne doit pas être confondu avec Jules Denneulin (peintre).
Jules Jean Louis Joseph Denneulin, né le 29 août 1894 à Attiches (Nord) et mort le 12 juillet 1931 à Neuilly-sur-Seine, était un aviateur français.

## Distinctions
- Chevalier de la Légion d'honneur (décret du 28 août 1925)[1]
- Croix de guerre 1914-1918 avec 4 citations[2]
- Médaille militaire[2]